# Peddelsurfen

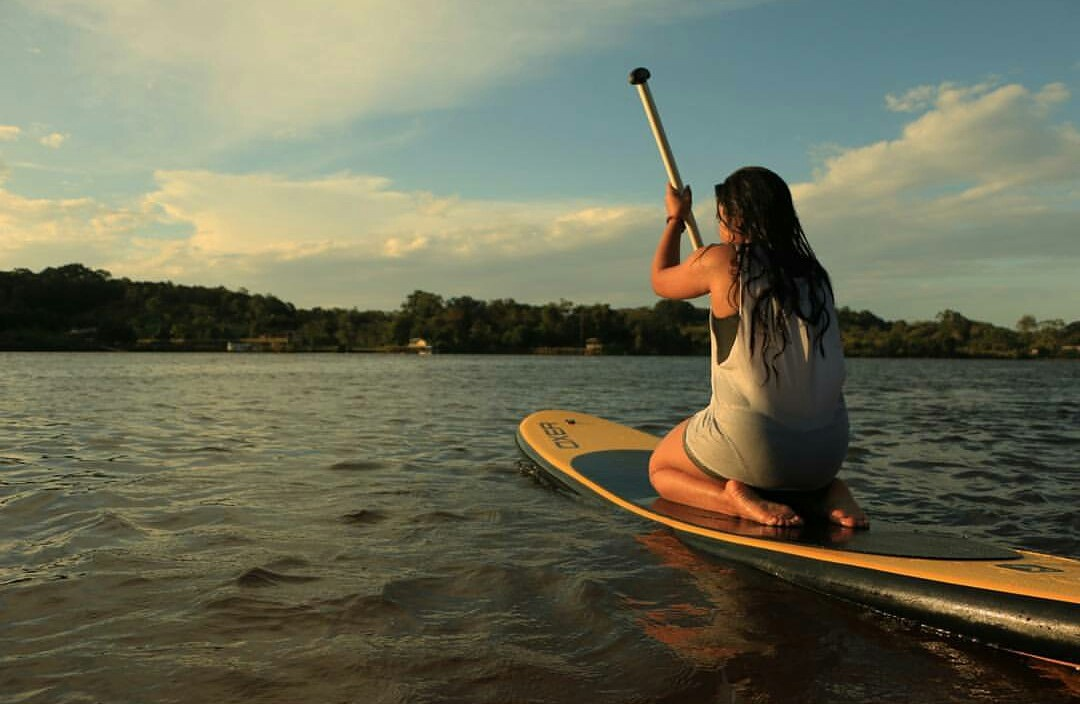
Peddelsurfen op de knieën

Peddelsurfen (ook wel suppen of stand-up paddleboarding) is een watersport. Een surfplank om te surfen en een peddel worden gecombineerd voor transport. Peddelsurfers staan op een SUP-board, een soort surfplank, en bewegen zich staande op de knieën of op de voeten voort door gebruik te maken van een peddel. De sport wordt gezien als een full-body workout, maar kan ook erg ontspannen worden beoefend.

## Historie
De moderne vorm van het peddelsurfen is ontstaan in Hawaï in de 20e eeuw. Het op een plank staan waarbij men zich voortbeweegt met een peddel bestaat echter al duizenden jaren. Surfer Laird Hamilton definieerde en moderniseerde het peddelsurfen als sport in de jaren 1990.
In 2012 werd het eerste wereldkampioenschap peddelsurfen georganiseerd door de International Surfing Association.

## Uitrusting
De meeste surfplanken, ook wel SUP-boards genoemd, die gebruikt worden zijn tussen de 3 en 4,5 meter lang. Een sup board bestaat in verschillende soorten variaties. Van hardboards tot opblaasbare. De surfplanken variëren in grootte, dit wordt uitgedrukt in liters. Wijdere planken geven een betere stabiliteit en worden ook wel gebruikt om yoga of sportvisserij op uit te oefenen.
Bij het peddelsurfen wordt gebruikgemaakt van een peddel waarmee de gebruiker zichzelf en de surfplank over het water voortstuwt. De peddel heeft een blad, een steel en een handvat en is in een ideaal geval zo'n 20 tot 40 centimeter langer dan de gebruiker. De peddel kan gemaakt zijn van hout, kunststof of aluminium en is drijvend.
Een koord wordt gebruikt om de gebruiker te verbinden aan de plank waardoor deze niet bij de gebruiker vandaan drijft mocht deze er vanaf vallen. Het koord wordt bevestigd aan de enkel of kuit van de surfer.

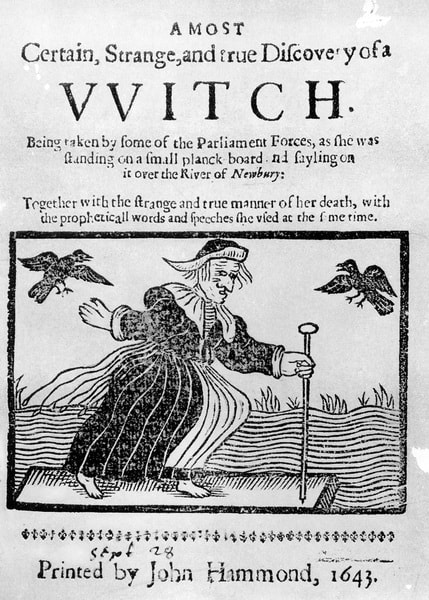
Vrouwelijke peddelsurfer die daarvoor in 1643 beschuldigd werd van hekserij en vervolgens vermoord.

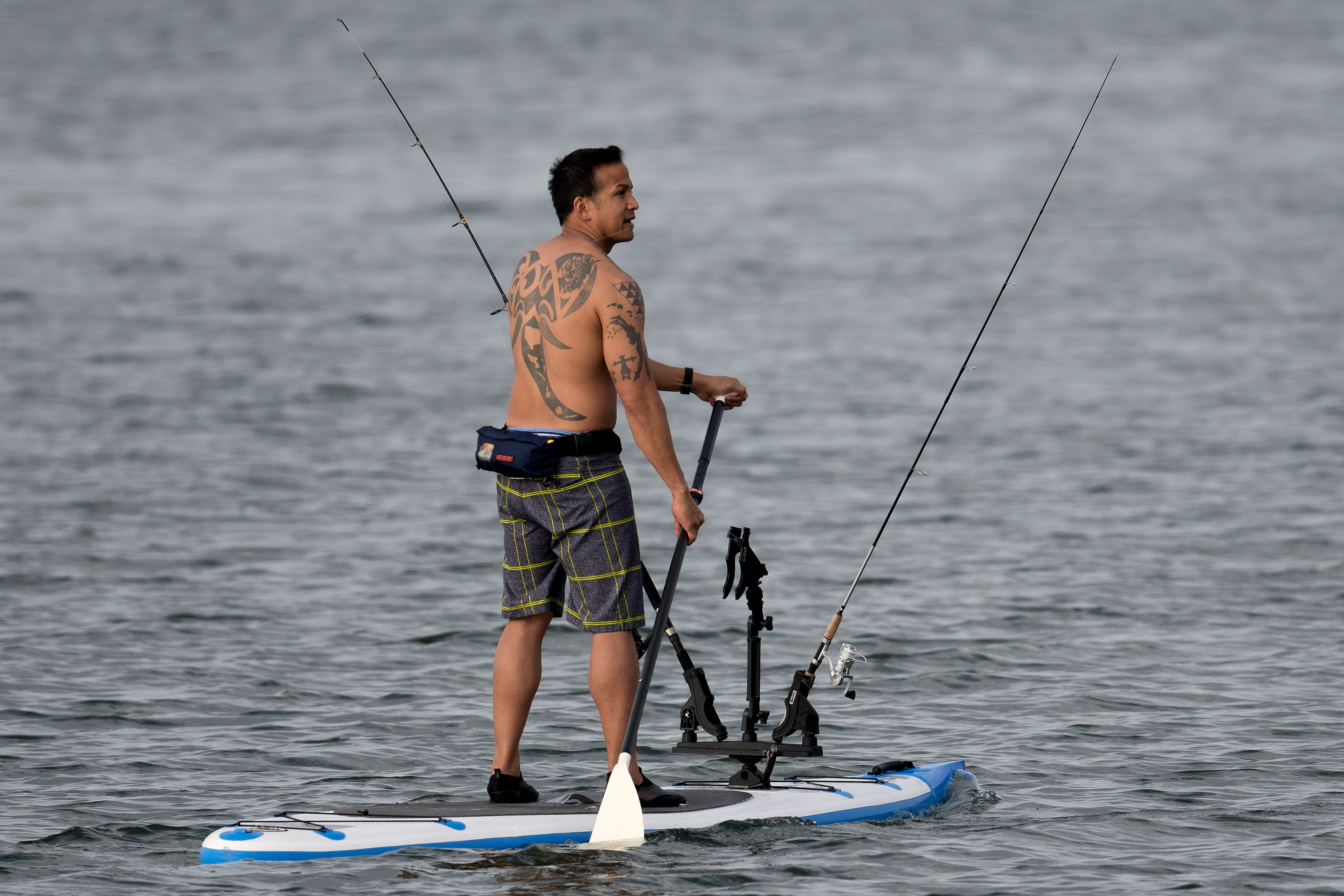
Een visser op een SUP-board
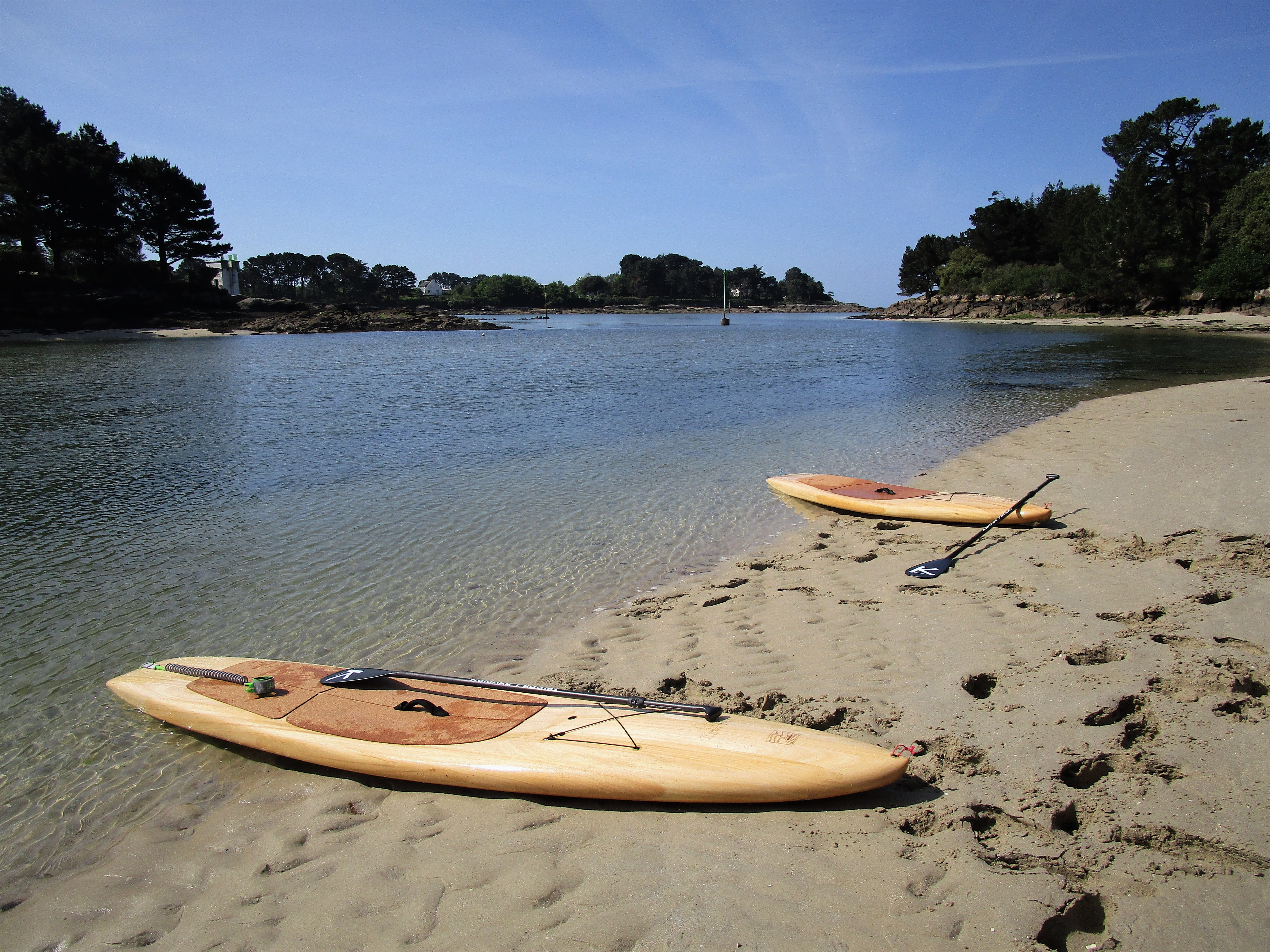
Peddelsurfplanken van hout
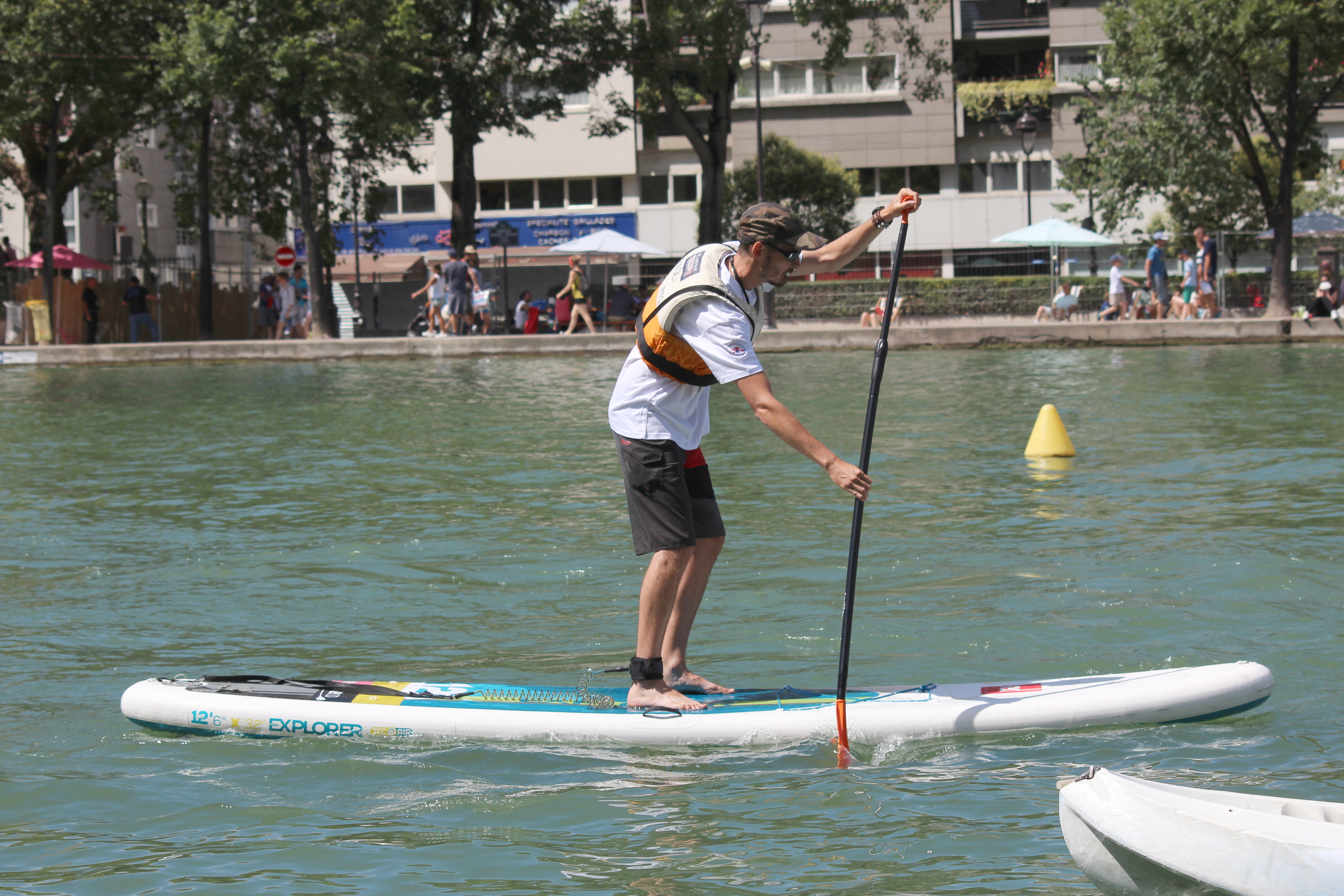
Een peddelsurfer in actie